# Watkins Island
Watkins Island est une île de l'Antarctique, une des îles Biscoe.

## Géographie
Elle s'étend sur 8 km de longueur pour une largeur d'environ 5 km.

## Histoire
Elle a été cartographiée pour la première fois lors de l'exploration polaire de Jean-Baptiste Charcot (1903-1905) puis par l'expédition British Graham Land (1934-1937) qui lui attribue le nom de Ejnar Mikkelsen. Pour éviter une confusion avec les Mikkelsen Islands, l'UK Antarctic Place-Names Committee recommande en 1952 de changer son nom. Elle est alors baptisée en hommage à Gino Watkins qui avait dirigé en 1930-1931 la British Arctic Air Route Expedition.